# ACIM
書籍『A Course in Miracles』（1976年出版。邦訳：奇跡のコース、奇跡講座）の略称で、この書籍による独習過程も指す。単にコースとも呼ばれる。アメリカ人心理学者ヘレン・シャックマンが、イエス・キリストと思われる内なる声を聞いて書いたとされる、英語のスピリチュアリティ文書である。世界は幻影であり自らの外には何も存在せず、己が神と一体であるという、古代インドのアドヴァイタ・ヴェーダーンタ的な非二元論思想が説かれている。この作品の最大の前提は、人生で達成できる最大の「奇跡」は「愛の存在を知ること」である、という教えである。神と一体となることで、愛を知るとされる。ニューエイジで広く読まれ、バイブル的存在だった。
奇跡の学習コース、奇跡の道などとも訳される。

## 概要
1965年、ニューヨークのコロンビア大学長老派医療センターの博士で、無神論者だったフロイト派のヘレン・シャックマン助教授(医療心理学)が、自らの内部からの声を聞いて（透聴して）速記し、彼女が所属していた心理学部の学部長ウィリアム・セットフォード教授(臨床心理学)に読み聞かせ、彼がタイプし編集した。最初に受け取ったメッセージには「実在するものは脅かされない。実在しないものは存在しない。ここに神の 平安がある」という中心テーマが含まれていた。声はイエス・キリストによるものであることがほのめかされている。まとめられたテキストが友人たちの間で人気になり、1975年にケネス・ワプニック（Kenneth Wapnick）博士(臨床心理学)が校正し、ニューヨーク大学のジュディス・スカッチ教授(実験心理学)が出版のために内なる平安のための財団（The Foundation for Inner Peace、FIP）を設立した。1976年に出版されたが、作者は記されていなかった。
講座は1200ページからなり、テキスト、ワークブック（1日1題で1年分）、指導者向けのマニュアルで構成されている。最初の一連のレッスンは「今のあなたのものの見方を根底から崩す」ためのもので、2番目は「真の知覚の獲得」を目指している。このように、レッスンの多くは「過去の経験によって身についた『否定的な自己プログラミング』を解消して『いまの瞬間』にいることを学ぶ練習」で、ジョン・クリモは従来の心理療法的アプローチと共通していると述べている。他にレッスンには「わたしは＜創造主＞と結ばれた＜自己＞である」「わたしは真に自分に属しているもののみを求める」といったものや、超唯物論的な「わたしに見える世界にはわたしの求めるものは何もない」「すべては神を求める声のこだまである」「神の平和はわたしのなかにいま輝いている」といったものがある。独習を通して学習者を否定的な物事に立ち向かわせ、心を愛に目覚めさせることによって、秩序だったスピリチュアリティに導くとされている。アメリカの新宗教研究者のJ. Gordon Meltonによると、組織を必要とせず独学できる『履修課程（A Course）』として構成されているため、宗教組織に幻滅したクリスチャン層に人気がある。
一元論的な教えを、キリスト教の用語を使い、キリスト教伝統の概念を改変しつつ語っている。神は天国だけを創造し、天国と一体である。そのため人間は、自分の外側に何もなく（あると思われるものは幻影である）神と一体であると理解することで、自身の中に天国が蘇るとされる。コースにおける天国は、完全な一体性への気づきである。表題にある奇跡は外的な行いではなく、神から離れて存在できるものはないという知見について述べられている。神は自らを愛するのと同じくらい人間を愛しているとされる。イエスとは、神の愛を伝えるキリストの唯一のメッセージを携えた者であり、安心して使えるシンボルであり、この世ならぬ愛の象徴であり、教えが理解されるまで、様々な名前・形で現れるという。聖霊は神と人間の交流をつなぎ、一体であると裏付けるものだとされる。
宗教学者Ruth Bradbyは、中心となる信念は8世紀インドのシャンカラの非二元論的アドヴァイタ・ヴェーダーンタに近いと述べている。本書をシャックマンと編集したセットフォードは、「奇跡講座はキリスト教的なアドヴァイタ・ヴェーダーンタだ」と語っていた。彼は、ヴィヴェーカーナンダが解説したアドヴァイタ・ヴェーダーンタの教えを読んで、講座の思想と多くの類似があると感じ、講座をクリスチャン・ヴェーダーンタの一形態と表現できると思ったという。ジョン・クリモは、現実世界のマーヤーないし幻覚性と、それに伴う人間のエゴについて語られていると評している。エゴは完全に自立しているという心の盲信であり、人間はエゴを自分の唯一真実の自己と誤解しているという。またBradbyは、悪の可能性の否定はメリー・ベーカー・エディのクリスチャン・サイエンスとの関連を生んでおり、その徹底した超越性はグノーシス主義につながると評している。ACIMをシャックマンと校正したワプニックは、ACIMとグノーシス主義について書籍にまとめ、ナグ・ハマディ文書の真理の福音書との類似を詳述し、一方でグノーシス主義に見られる二元論とACIMは対立するとした。
1985年に出版のために「内なる平安のための財団」が、1996年に公式指導組織として「『奇跡講座』のための財団」（FACIM）が設立された。10を超える国に2000人以上の学習団体がある。本講座支持者の共同体は、FACIMが著作権保護によって講座の教えに反して宗教的正統性を押し付けていると非難し、著作権に関して論争になっていた。
否定的な意見もあり、「ニューエイジ・サイコバブル（New Age psychobabble、ニューエイジのエセ心理学）」と批判されたり、キリスト教徒から「悪魔の誘惑」と呼ばれることもある。
ニューソートなど、世界中の様々な教えや既存の思想からの影響、引用も指摘されている。

## シャックマンと内的な声
Bradbyは、チャネリングによって得られた文章であり、イエス・キリストとのチャネリングによるものだとほのめかされていると述べている。教えのソースがキリストであると匂わせる箇所は本にたくさんあり、「この講座はキリストにもとを発している」と書かれている。シャックマンは、声は外部ではなく完全に内部からやってくるもので、自動書記ではなく聞き取りの際は自分の行動に自覚的であり、内的な口述筆記のようなものだと述べている。シャックマンは内なる声による導きを書きだしただけと考えており、原作者であることを認めなかった。また、なぜこうした仕事に選ばれたのか不思議に思い、内なる声の聞き取りが生活の中心になってしまったことをしばしば悔やんでいたという。
彼女の上位自己とある種の普遍的なソースの組み合わせが源泉であると考える人もいる。講座の出版者シュディス・スカッチは、「シャックマンのエゴに発する理性的な心」にはコースを書くような能力はなく、彼女の中の「＜すべて＞につながっている部分」が、その時代に必要とされる形でメッセージを受け取ったのだと感じているという。シャックマンのその「部分」は「『コース』でキリストと呼ばれる、＜創造主＞の＜心＞と一体になった、わたしたちの永遠にしてスピリチュアルな＜自己＞」に他ならないと語っている。
心理学者のジェームズ・ファディマンは、関係者に会って作為的なものではないと感じたし、彼女の能力はこの仕事には不十分だと述べている。シャックマンは「これはどこから来たのだろう？明らかに、わたし自身はこんなものについて書きはしない。こういうテーマについて何も知らないからだ」と語っているが、エスリン研究所の共同設立者マイケル・マーフィー (著作家)によると、彼女の父親はスピリチュアルな本を扱う精神世界の書店を経営しており、彼女はそういった書籍に囲まれて育った。マーフィーは、コースの思想はすべてが既存のもので目新しい内容はなく、シャックマンはこうした知識を十分得ることのできる育ちであり、キリストによる教えだとは信じないが、無意識からよくこれだけのものを吐き出したものだと思う、と述べている。トランスパーソナル心理学者のケン・ウィルバーは、何らかの超常的な洞察が関係しているという見解や、シャックマンが通常の自己を超えたものから来ていると感じたことを否定するわけではないが、コースは想像以上に彼女の色が強く、彼女が影響を受けたニューソートや様々な形而上学派からの引用がうかがわれ、またシャックマンが自分と内なる声を区別しているにもかかわらず、彼女の詩はコースとほとんど違いが判らず驚かされると述べている。

## 反応・批評・批判
1976年に出版されてから、22言語に翻訳されている。本は世界中に広まっており、組織された団体の基盤になっている。英語版は2007年時点で100万部以上の売り上げがあり、ベストセラーになったスピリチュアルな自己啓発本を通しさらに数百万人に影響を与え、学習団体も世界中で増加している。
現代で最も有名なスピリチュアリティ文書の一つで、ニューエイジを研究するヴァウター・ハーネフラーフは、コースを「スピリチュアリティのニューエイジ・ネットワークにおいて『聖典』の役割を果たしたということのできる『唯一の書』」と述べている。
ACIM支持者のゲイリー・R・レナードは、ACIMは自習が可能であり、真理の歪曲の影響を受けずに学ぶことが可能であるという点において、古今東西のスピリチュアリティの中でも非常にユニークであると主張している。
ケネス・ワプニックは「聖書を文字通りの真実であると考えるならば、（聖書直解主義の視点から）コースは悪魔に取りつかれ霊感を与えられたとみなされるだろう」と述べた。一方、シャックマン、セッドフォード、ワプニックの友人だった司祭Benedict Groeschelはコースとその組織を批判した。コースのいくつかの要素を「重大で潜在的に危険なキリスト教神学の歪曲」であり「偽の啓示の好例」で「多くにとって霊的な脅威になる」と書いている。福音主義の編集者Elliot Millerは、コースでキリスト教の用語はニューエイジ思想に似たものに「完全に再定義」されていると語った。別のキリスト教徒の評論家は、コースはキリスト教と相いれない「強力なアンチ聖書」であり、創造主と被造物の区別をあいまいにし、オカルトやニューエイジの世界観を強く支えていると述べた。
ロバート・キャロルは、コースは過度に商品化され「改良されたキリスト教」という特徴づけをされた「マイナー産業」だと批評した。キャロルはその教えはオリジナルではないと述べ、「東西の様々な出典」からえり抜いたものであることを示唆した。

## 関連文献
- ヘレン・シャックマン『奇跡講座 上巻(テキスト普及版)』加藤三代子, 澤井美子 訳、中央アート出版社、2017年。